# 팔렌시아 CF
팔렌시아 CF(스페인어: Palencia Club de Fútbol)는 스페인 카스티야이레온주 자치 지역의 팔렌시아를 연고지로 하는 스페인의 축구단이다. 2013년 3월 5일에 설립된 이 클럽은 테르세라 페데라시온 – 그룹 8에 소속되어 있으며, 홈구장은 약 8,100명을 수용하는 에스토디도 누에바 라 발라스테라를 사용한다.

## 선수 명단

### 현역
참고: FIFA 자격 규정에 따라 소속된 국가대표팀 국기를 표시합니다. 선수는 복수의 FIFA 비회원국 국적을 가지고 있을 수 있습니다.
| 번호 | 포지션 | 국적         | 이름          |
| ---- | ------ | ------------ | ------------- |
| 9    | FW     | 코트디부아르 | 우스만 토골라 |

| 번호 | 포지션 | 국적       | 이름                    |
| ---- | ------ | ---------- | ----------------------- |
| -    | MF     | 우크라이나 | 뱌체슬라프 피드네벤노이 |

## 역대 감독
| 감독                     | 임기        |
| ------------------------ | ----------- |
| 프란시스코 헨토          | 1977 ~ 1980 |
| 루이스 코스타 후안       | 1982 ~ 1983 |
| 라파엘 알카이데 크레스핀 | 1984 ~ 1986 |